# Midsummer Madness
«Midsummer Madness» — песня музыкального коллектива 88rising при участии японского певца Joji, индонезийского рэпера Rich Brian, китайской хип-хоп-группы Higher Brothers и американского певца AUGUST 08. Сингл был выпущен 7 июня 2018 года на лейблах 88rising Records и 12Tone Music Group в качестве дебютного сингла с их альбома Head In The Clouds.

## Музыкальное видео
В тот же день было выпущено музыкальное видео на песню. В видео показан коллектив 88rising в различные моменты времени; совместное времяпровождение коллектива, как он танцует на вечеринке, ходит по пляжу, а также показаны кадры их концертного тура.

## Ремикс
Ремикс KRANE на песню вышел в качестве сингла 25 сентября 2018 года.

## Чарты
| Чарт (2018)                   | Высшая позиция |
| ----------------------------- | -------------- |
| США Hot R&B Songs (Billboard) | 23             |

## Сертификации
| Регион | Сертификация | Продажи |
| --- | ------------ | ------- |
| США (RIAA) | Золотой      | 500 000 |
| * Данные о продажах приведены только на основе сертификации. · ^ Данные о тиражах приведены только на основе сертификации. · Данные о продажах + прослушиваниях приведены только на основе сертификации. |              |         |